# Матчи сборной России по футболу 1992
После прекращения существования сборной СНГ её правопреемником стала сборная России, дебютировавшая на мировой арене в 1992 году. Она провела три матча, выиграв все встречи.

## Список матчей
Товарищеский матч
| 16 августа 1992 | \| Россия \| 2:0 (0:0) \| Мексика \| \| Карпин 61′ (пен.) · Дм. Попов 66′ \| Голы \| \| | Стадион: «Локомотив», Москва Зрителей: 15 000 Судья: Вадим Жук |
| Россия: Черчесов (к), Хлестов, Кульков (Бесчастных, 63'), Дм. Попов, Колотовкин (Чернышов, 85'), Онопко, Тетрадзе (Подпалый, 85'), Карпин, Ледяхов (Кобелев, 46'; Ан. Иванов, 76'), Ю. Матвеев (Лемиш, 80'), Радченко. Главный тренер: Павел Садырин. Мексика: Кампос, Суарес, Муньос, Эрнандес, Эспанья, Амбрис, Эрмосильо, де ла Торре, Урибо, Гарсия (Койото, 86'), Фарфан (Эспиноса, 86'). Предупреждения: Эрнандес, Фарфан, Суарес, Колотовкин, Кобелев. Удаление: Эрмосильо (72', грубая игра). |                                                                                         |                                                                |
| Россия | 2:0 (0:0)                                                                               | Мексика                                                        |
| Карпин 61′ (пен.) · Дм. Попов 66′ | Голы                                                                                    |                                                                |

Отборочная стадия XV чемпионата мира. Матч группы 5 зоны УЕФА
| 14 октября 1992 | \| Россия \| 1:0 (0:0) \| Исландия \| \| Юран 65′ \| Голы \| \| | Стадион: «Лужники», Москва Зрителей: 25 000 Судья: Любе Спасов |
| Россия: Черчесов (к), Хлестов, Кульков, Онопко, Колотовкин, Шалимов, Добровольский, Карпин, Ледяхов (Татарчук, 46'), Юран (Колыванов, 77'), Кирьяков. Главный тренер: Павел Садырин. Исландия: Б. Кристинссон, Мартейнссон, К. Йонссон, Вальссон, Бергссон, А. Гретарссон, Р. Кристинссон (Хаконарсон, 88'), Гудьонсен (Б. Бьярнасон, 75'), Орлигссон, Маргейрссон, С. Гретарссон (к). Предупреждения: Мартейнссон, Гудьонсен. |                                                                 |                                                                |
| Россия | 1:0 (0:0)                                                       | Исландия                                                       |
| Юран 65′ | Голы                                                            |                                                                |

Отборочная стадия XV чемпионата мира. Матч группы 5 зоны УЕФА
| 28 октября 1992 | \| Россия \| 2:0 (2:0) \| Люксембург \| \| Юран 5′ · Радченко 24′ \| Голы \| \| | Стадион: «Лужники», Москва Зрителей: 3 000 Судья: Илкка Кохо |
| Россия: Черчесов (к), Хлестов, Кульков, Онопко, Мостовой, Шалимов, Добровольский, Карпин, Радченко (Татарчук, 79'), Юран, Кирьяков (Бородюк, 60'). Главный тренер: Павел Садырин. Люксембург: Ван Рейсвейк, Босси, Бирсенс, Хольц (Графф, 63'), Вольф, Жиррес, Эллерс, Вайс (к), Сайбене (Тилль, 87'), Лангерс, Малдже. Главный тренер: Поль Филипп. Предупреждение: Вайс. |                                                                                 |                                                              |
| Россия | 2:0 (2:0)                                                                       | Люксембург                                                   |
| Юран 5′ · Радченко 24′ | Голы                                                                            |                                                              |

## Авторы забитых мячей
2 мяча
- Сергей Юран

1 мяч
- Валерий Карпин
- Дмитрий Попов
- Дмитрий Радченко